# Thalidomid
Thalidomid er et lægemiddel, som blev udviklet i slutningen af 1950’erne af det tyske medicinalfirma Grünenthal. Præparater indeholdende thalidomid blev solgt under forskellige navne som Contergan i Tyskland, Neurosedyn i Sverige og Neosedyn i Danmark. Medicinen blev markedsført som et ufarligt beroligende og kvalmestillende middel, men viste sig senere at kunne give særdeles alvorlige fosterskader. Thalidomidskandalen førte til mere end 10.000 misdannede børn i 46 lande. 
Fosterskaderne viste sig som manglende eller kraftigt deformerede lemmer, og somme tider også som skader på øjne, ører og indre organer. De hyppigst ramte var mødre, som havde indtaget præparatet få gange i løbet af de første måneder af graviditeten. Ved længerevarende brug af thalidomid sås aborter eller dødfødte børn. Skaderne skyldes, at thalidomid hæmmer væksten af blodkar i vævet, når et organ vokser, og samtidig hæmmer væksten i de lange rørknogler, som findes i arme og ben.

## Skandalen
I Danmark kom midlet i handelen i marts 1959, og på det tidspunkt var de første rapporter om nerveskader på patienter allerede dukket op i Tyskland. Det første rapporterede tilfælde af en misdannet nyfødt skete i maj 1961 i Australien, og den første videnskabelige artikel om misdannede nyfødte blev offentliggjort i september 1961 i Tyskland.
Sagen eksploderede i tysk presse i slutningen af november 1961, og midlet blev hurtigt taget ud af handelen, også i Danmark. Men i Danmark blev sagen dysset ned og holdt hemmelig for offentligheden i flere måneder. 
De danske apoteker blev først orienteret den 30. december 1961 om, at præparatet var udgået,, og landets læger blev først orienteret i midten af februar 1962. Det skete i en lille artikel i Ugeskrift for Læger, som var mærket med "Omtale i dagspressen frabedes".
I november 1961 blev thalidomid trukket tilbage fra blandt andet det tyske og britiske marked af distributørerne. I maj 1962 udsendte de britiske myndigheder en advarsel. I USA, Frankrig og DDR godkendte myndighederne aldrig midlet.
I Danmark har der formentlig været cirka 20 tilfælde af misdannede fødte. Der er kun seks kendte levende ofre i dag (2018).
Flere lande har udbetalt erstatning til ofrene for thalidomid. I 1991 betalte Canada et engangsbeløb på 80.000 dollars til hver af landets 125 thalidomidofre. Sverige beklagede landets rolle i skandalen og udbetalte ligeledes erstatning. Mike O’Brien, daværende engelske sundhedsminister, kom med en officiel undskyldning på vegne af Storbritannien i Underhuset til alle thalidomidskadede briter.
I 2012 undskyldte producenten bag thalidomid, Grünenthal, også for første gang offentligt. 
I 2016 og 2017 skrev journalist Tobias Roed Jensen en række artikler for Jyllands-Posten om lægemiddelskandalen. Dækningen blev starten på en proces, der senere resulterede i, at de danske thalidomidskadede i slutningen af 2017 blev anerkendt af den danske stat. 
I dag har man genoptaget brugen af midlet i mindre omfang, for eksempel i behandlingen af spedalskhed (lepra) og som kemoterapi i behandlingen af kræft.

## Notable personer
- Thomas Quasthoff, tysk sanger
- Lorraine Mercer, britisk MBE
- Niko von Glasow, tysk filminstruktør
- Mercédes Benegbi, canadisk aktivist
- Mat Fraser, engelsk rockmusiker og skuespiller
- Christian Lohr, schweizisk politiker
- Steen Jørgensen, dansk sanger fra Sort Sol[9] (Dette modsiges dog af ham selv [10] og det fact at midlet først kom på det danske marked efter hans fødsel)